# Chancharayanapalli, Bagepalli
Chancharayanapalli là một làng thuộc tehsil Bagepalli, huyện Kolar, bang Karnataka, Ấn Độ.